# 아시에르 이야라멘디
아시에르 이야라멘디 "이야라" 안도네히(스페인어: Asier Illarramendi "Illarra" Andonegi a'sjer iʎara'mendi[*], 1990년 3월 8일, 바스크 지방 무트리쿠 ~)는 스페인의 프로 축구 선수로, FC 댈러스 소속 수비형 미드필더이다.
그는 레알 소시에다드에서 데뷔하여 56번의 1군 공식 경기에 출전해 2013년 UEFA 챔피언스리그 본선행에 일조했다. 그는 이후 레알 마드리드로 €32.2M에 이적해, 스페인 선수 최고 레알 마드리드 이적 비용 기록을 경신했지만, 2년 뒤에 그 반값에 친정으로 복귀했다.
이야라멘디는 스페인의 U-17 대표팀부터 U-23 대표팀 경기까지 총 31경기에 나갔고, 이 중 U-21 대표팀으로 참가한 2013년 UEFA U-21 축구 선수권 대회에서 우승을 거두었다.

## 클럽 경력

### 레알 소에시다드
인근 레알 소시에다드의 유소년 아카데미 출신으로, 이야라멘디의 출생지는 기푸스코아 도 무트리쿠이며, 그는 성인 무대의 처음 4년을 2군에서 보내 2009-10 시즌에는 27경기 출전과 2골을 공헌해 바스크 연고의 구단이 1년 만에 세군다 디비시온 B에 복귀하게 만들었다. 2010년 6월 19일, 세군다 디비시온 경기 최종일에, 1군은 라 리가 승격을 확정 지은 상황이었는데, 엘체와의 원정 경기에서 첫 공식전에 나섰지만, 1-4로 대패했다.
2011년 1월 23일, 이야라멘디는 1-2로 패한 비야레알전에서 1군 첫 경기를 치렀다. 그 다음 달, 그는 에스파뇰 원정에서 1-4로 패할 당시 처음으로 선발로 나서 90분을 소화하기도 했다. 그러나, 그는 대부분의 시즌을 3부 리그의 2군과 보냈다.
이야라멘디는 2012-13 시즌의 리그 경기에 32번 출전했는데, 레알 소시에다드는 리그에서 4위를 차지해 UEFA 챔피언스리그 진출권을 10년 만에 처음으로 차지했다. LFP 시상식에서, 그는 최우수 미드필더상을 받고 올해의 도약 선수로 선정되었다.

### 레알 마드리드

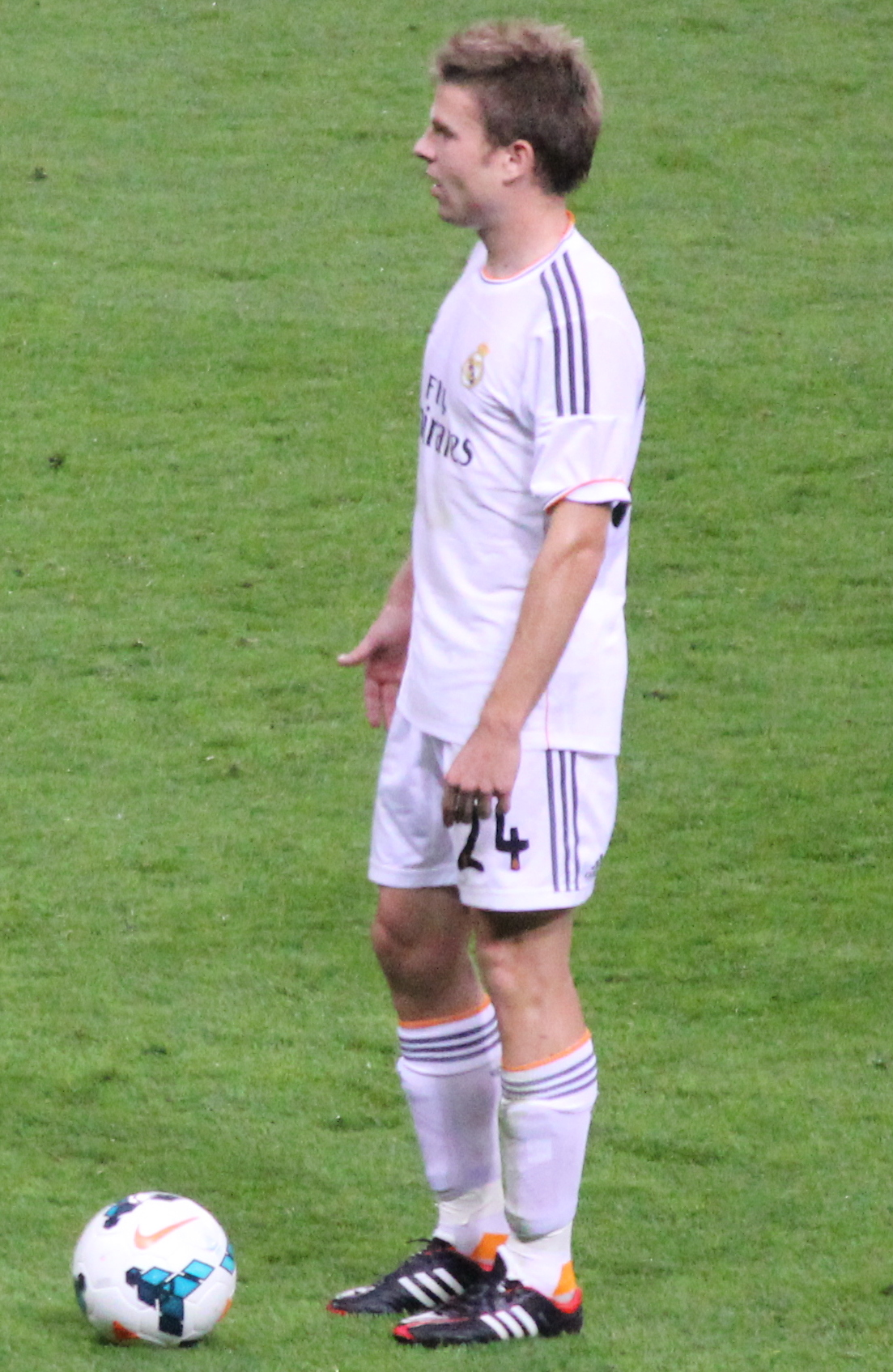
2013년의 이야라멘디

2013년 7월 12일 이야라멘디는 €32.2M에 레알 마드리드와 6년 계약을 체결했는데, 이는 스페인 선수 이적료로는 구단 역대 최고액이다. 9월 14일, 그는 2-2로 비긴 비야레알 원정 경기에서 선발로 출전해 공식 첫 경기를 치렀고, 12월 18일, 올림피크 데 하티바와의 같은 시즌 코파 델 레이 안방 경기에서 첫 골을 넣었고, 2-0 승리 (합계도 같은 점수)를 거두었다.
2014년 2월 22일, 이야라멘디는 머랭 소속으로 첫 리그 골을 넣었는데, 엘체와의 경기에서 먼거리에 쏜 공은 굴절되었고, 안방에서 3-0 승리에 일조했다. 그는 4월 5일, 친정 구단 레알 소시에다드와의 경기에서 44분에 2호골을 기록했는데, 그의 선제골에 힘입어 4-0 승리를 거두었다. 그는 국내 컵 대회에서 주전으로 활용되었는데, 바르셀로나와의 2-1로 이긴 결승전에서는 앙헬 디 마리아와 막판에 교체로 들어갔고, UEFA 챔피언스리그에서는 11경기를 나섰고, 5경기를 선발로 나섰지만, 이스타디우 다 루스에서 벌어진 아틀레티코 마드리드 결승전에서는 결장하여 동료들이 우승을 쟁취하는 것을 지켜봐야 했다.
이야라멘디는 2년차를 카디프 시 경기장에서 같은 리그의 세비야와 벌인 2014년 슈퍼컵에서 잠시 교체로 출전했고, 모로코에서 열린 FIFA 클럽 월드컵의 우승 주역이었는데, 크루스 아술과의 준결승전에서 90분 출전해 4-0 승리에 공헌했다.

### 레알 소시에다드 복귀
2015년 8월 26일, 이야라멘디는 레알 소에시다드에 6년 계약을 맺고 복귀했다. 그는 3년 후에 리그 복귀전을 치렀는데, 스포르팅 히혼과의 안방 경기에 나서 경고를 받았고, 경기는 0-0 무승부로 끝났다. 10월 25일, 그는 4-0으로 이긴 레반테와의 경기에서 복귀 후로는 처음으로 골을 넣었다.

## 국가대표팀 경력
이야라멘디는 스페인이 2007년 FIFA U-17 월드컵에서 한 경기 빼고 다 출전해 결승행에 일조했다. 그는 나이지리아와의 승부차기에서 페널티킥 주자로 나왔지만 실축했고, 결국 대회를 준우승으로 마무리했다.
이야라멘디는 U-21 국가대표로 16번 출전했다. 그는 이스라엘에서 열린 2013년 UEFA U-21 축구 선수권 대회에 조국을 대표로 출전해, 주전을 맡았으며, 우승을 도운 뒤, 대회의 팀 일원으로 선정되었다.
2017년 3월 처음으로 스페인 A대표팀에 차출되었으며 그해 6월 7일 콜롬비아와의 경기를 통해 데뷔하였다. 10월 9일 이스라엘과의 경기에서는 데뷔골을 기록하기도 하였다.

## 클럽 통계
2016년 5월 13일 기준
| 클럽            | 시즌            | 리그 | 리그 | 컵   | 컵 | 유럽 | 유럽 | 기타1 | 기타1 | 합계 | 합계 |
| 클럽            | 시즌            | 출장 | 골   | 출장 | 골 | 출장 | 골   | 출장  | 골    | 출장 | 골   |
| --------------- | --------------- | ---- | ---- | ---- | -- | ---- | ---- | ----- | ----- | ---- | ---- |
| 레알 소시에다드 | 2009–10         | 1    | 0    | 0    | 0  | —    | —    | —     | —     | 1    | 0    |
| 레알 소시에다드 | 2010–11         | 3    | 0    | 0    | 0  | —    | —    | —     | —     | 3    | 0    |
| 레알 소시에다드 | 2011–12         | 18   | 0    | 0    | 0  | —    | —    | —     | —     | 18   | 0    |
| 레알 소시에다드 | 2012–13         | 32   | 0    | 2    | 0  | —    | —    | —     | —     | 34   | 0    |
| 레알 마드리드   | 2013–14         | 29   | 2    | 9    | 1  | 11   | 0    | 0     | 0     | 49   | 3    |
| 레알 마드리드   | 2014–15         | 30   | 0    | 2    | 0  | 7    | 0    | 2     | 0     | 41   | 0    |
| 레알 마드리드   | 합계            | 59   | 2    | 11   | 1  | 18   | 0    | 2     | 0     | 90   | 3    |
| 레알 소시에다드 | 2015–16         | 33   | 1    | 2    | 0  | —    | —    | —     | —     | 35   | 1    |
| 레알 소시에다드 | 소시에다드 합계 | 87   | 1    | 4    | 0  | —    | —    | —     | —     | 91   | 1    |
| 경력 합계       | 경력 합계       | 146  | 3    | 15   | 1  | 18   | 0    | 2     | 0     | 181  | 4    |

1 수페르코파 데 에스파냐, UEFA 슈퍼컵, 그리고 FIFA 클럽 월드컵 경기 포함.

## 수상

### 클럽
레알 마드리드
- UEFA 챔피언스리그: 2013–14
- UEFA 슈퍼컵: 2014
- FIFA 클럽 월드컵: 2014
- 코파 델 레이: 2013–14

### 개인
- LFP 시상식
  - 올해의 도약상 / 최우수 미드필더: 2012–13[6]